# Erich Wasmann

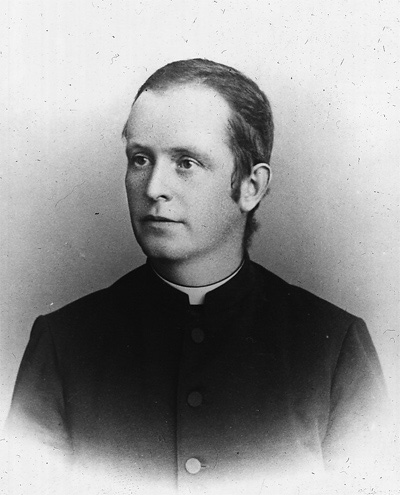
Erich Wasmann (etwa 1885)

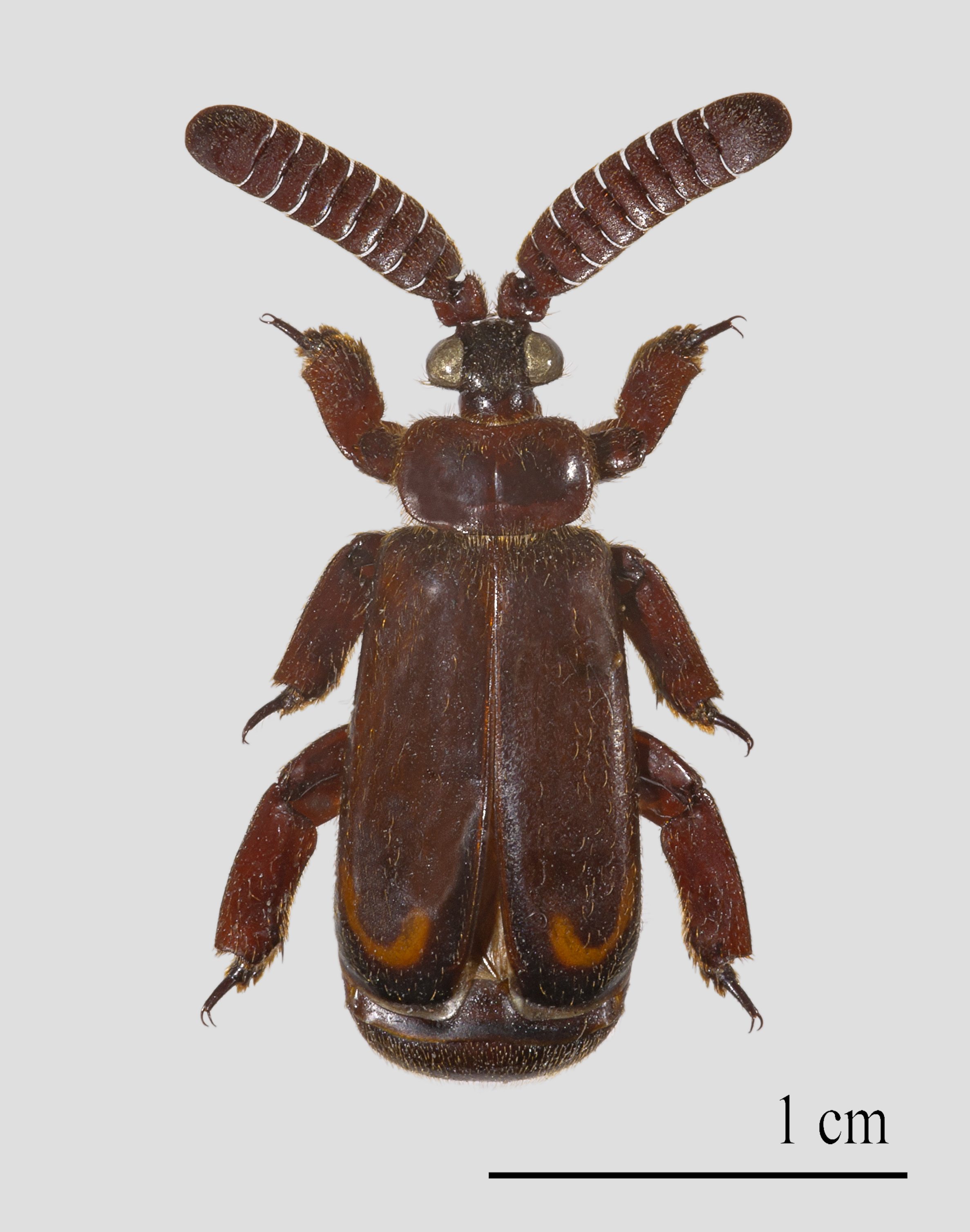
Cerapterus pilipennis Wasmann 1922

Erich Wasmann (* 29. Mai 1859 in Meran; † 27. Februar 1931 in Valkenburg aan de Geul, Niederlande) war ein Jesuit und Entomologe, der sich vor allem mit staatenbildenden Insekten beschäftigte und als populärwissenschaftlicher Autor für eine christlich fundierte Naturwissenschaft eintrat.

## Leben
Sein Vater war der Maler Friedrich Wasmann.
Wasmann war Schüler im Jesuitenkolleg Stella Matutina in Feldkirch in Vorarlberg. Dort schloss er sich dem Jesuitenorden an. Im Jahre 1875 wechselte er in ein Noviziat des Ordens in Exaten (Provinz Limburg, Niederlande), später wechselte er in ein Kolleg in Wijnandsrade. Zu seinen Lehrern gehörte der Jesuitenpater Ludwig Dressel. Wegen schwacher Gesundheit ergriff er nicht den Priesterberuf, sondern wurde Redakteur der jesuitischen Kulturzeitschrift Stimmen aus Maria Laach. Wasmann war sein Leben lang ohne akademisches Amt und wurde niemals Hochschullehrer. Angeregt durch ein Buch des britischen Naturforschers John Lubbock, begann er sich mit Ameisen zu beschäftigen. Sein besonderes Interesse galt den myrmekophilen Tierarten in Ameisennestern, später auch in Termitennestern, über die er in Jahrzehnten mehrere hundert wissenschaftliche Veröffentlichungen publizierte. Seine Einteilung der Myrmekophilen dient bis heute als Grundlage. 1891 wechselte Wasmann nach Wien, wo er an der Universität studierte, ohne einen Abschluss zu erwerben, später wechselte er zurück nach Exaten. Zu seinen dortigen Schülern zählte der Insektenkundler (Entomologe) und Jesuit Hermann Schmitz. Wasmann publizierte über Instinkt und Intelligenz im Tierreich und bekämpfte die Reflextheorie von Albrecht Bethe. Im Jahr 1899 zog er nach Luxemburg, wohin die Redaktion seiner Zeitschrift umgezogen war. Gemeinsam mit William Morton Wheeler gelang es ihm, das biologische Rätsel der  Sklavenhalter-Ameisen aufzulösen.
In seinem Lehrbuch Die moderne Biologie und die Entwicklungsbiologie stellte Wasmann seine Erkenntnisse in den Zusammenhang der Darwinschen Evolutionstheorie, die damals noch von vielen in der katholischen Kirche abgelehnt wurde. Er blieb aber vorsichtig und vermied es, die Theorie auch auf den Menschen anzuwenden. Er vertrat aber entschieden die Darwinsche Deszendenztheorie, die die gemeinsame Abstammung der Lebewesen von einer Stammform, im Gegensatz zur Konstanz der Arten, erkennt. Wasmann versuchte, die Vereinbarkeit von christlicher Lehre und Evolutionstheorie in einem „christlichen Monismus“ nachzuweisen, und geriet in scharfen Gegensatz zu entschiedeneren (auch Sozial-) Darwinisten wie Ludwig Plate und Ernst Haeckel. 1911 zog Wasmann ins Valkenburger Jesuitenkolleg in den Niederlanden, wo er bis zu seinem Tode wohnte. Er beschäftigte sich mit Mimikry; ein Spezialfall der Bates’schen Mimikry, die Ähnlichkeit von Ameisengästen mit ihren Wirtsameisen, wird manchmal nach ihm als „Wasmannsche Mimikry“ bezeichnet.

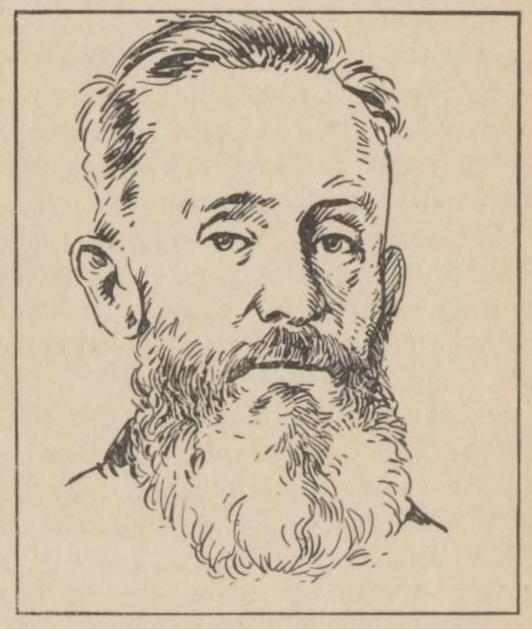
Erich Wasmann

Wasmann bekämpfte die Instrumentalisierung der Evolutionstheorie zum Zwecke der antireligiösen Propaganda durch Ernst Haeckel und vertrat zugleich die Auffassung, dass sie mit der Lehre der römisch-katholischen Kirche in Einklang gebracht werden könne. 1907 stellte sich Wasmann in einer spektakulären, öffentlichen Diskussion im Berliner Zoologischen Garten seinen Kritikern. Das Ereignis stellte eine „neue Etappe in der Popularisierungsgeschichte“ dar.
Der Naturphilosoph Bernhard Bavink meinte, Wasmann habe auf katholischer Seite am meisten dazu beigetragen, dass „der Widerstand, den die ganze Abstammungslehre vor allem in kirchlichen Kreisen fand, im großen und ganzen aufgegeben“ wurde.

## Schriften (Auswahl)
- Die moderne Biologie und die Entwicklungstheorie. 3., stark verm. Auflage. Herder, Freiburg im Breisgau [u. a.] 1906.
- Die Gastpflege der Ameisen, ihre biologischen und philosophischen Probleme. Borntraeger, Berlin 1920 (Digitalisat).
- Die Ameisenmimikry ein exakter Beitrag zum Mimikryproblem und zur Theorie der Anpassung (250. Beitrag zur Kenntnis der Myrmecophilen). Borntraeger, Berlin 1925 (Digitalisat).
- Ludwig Plate (Hrsg.): Ultramontane Weltanschauung und moderne Lebenskunde, Orthodoxie und Monismus : Die Anschauungen des Jesuitenpaters Erich Wasmann und die gegen ihn in Berlin gehaltenen Reden. Verlag Gustav Fischer, Jena 1907.